# Callipo Sport 2017-2018
Questa voce raccoglie le informazioni riguardanti la Callipo Sport nelle competizioni ufficiali della stagione 2017-2018.

## Stagione
Nella stagione 2017-18 la Callipo Sport assume la denominazione sponsorizzata di Tonno Callipo Calabria Vibo Valentia.
Partecipa per l'undicesima volta alla Superlega; chiude la regular season di campionato al dodicesimo posto in classifica, qualificandosi per i play-off 5º posto: viene eliminata ai quarti di finale dal BluVolley Verona.
In Coppa Italia è eliminata ai sedicesimi di finale dalla Porto Robur Costa.

## Organigramma societario
Area direttiva
- Presidente: Filippo Callipo
- Vicepresidente: Giacinto Callipo
- Responsabile segreteria: Carmen Maduli
- Dirigente: Michele Ferraro
- Team manager: Giuseppe Defina
- Direttore sportivo: Francesco Prestinenzi
- Addetto agli arbitri: Daniele Viviona
- Assistente spirituale: Enzo Varone
- Responsabile palasport: Peter Baah, Franco Nesci, Rosario Pardea
- Segreteria settore giovanile: Michele Ferraro

Area tecnica
- Allenatore: Lorenzo Tubertini (fino al 5 gennaio 2018), Marcelo Fronckowiak (dal 11 gennaio 2018)
- Allenatore in seconda: Antonio Valentini

Area comunicazione
- Addetto stampa: Francesco Latino Iannello
- Speaker: Rino Putrino
- Fotografo: Franco Pirito

Area marketing
- Responsabile marketing: Cinzia Ieracitano

Area sanitaria
- Responsabile staff medico: Antonio Ammendolia
- Preparatore atletico: Pasquale Piraino
- Fisioterapista: Valerio D'Orsi
- Osteopata: Angelo Pellicori
- Dietologo: Vincenzo Capilupi

## Rosa
| N° | Nome              | Ruolo | Data di nascita  | Nazionalità sportiva |
| -- | ----------------- | ----- | ---------------- | -------------------- |
| 1  | Deivid Costa      | C     | 26 aprile 1988   | Brasile              |
| 2  | Manuel Coscione   | P     | 29 gennaio 1980  | Italia               |
| 3  | Davide Marra      | L     | 12 marzo 1984    | Italia               |
| 4  | François Lecat    | S     | 19 aprile 1993   | Belgio               |
| 5  | Marco Izzo        | P     | 17 novembre 1994 | Italia               |
| 6  | Francesco Corrado | S     | 10 maggio 1997   | Italia               |
| 7  | Oleg Antonov      | S     | 28 luglio 1988   | Italia               |
| 9  | Jacopo Massari    | S     | 2 giugno 1988    | Italia               |
| 10 | Damian Domagała   | O     | 23 aprile 1998   | Polonia              |
| 11 | Ernesto Torchia   | L     | 3 luglio 1998    | Italia               |
| 12 | Pieter Verhees    | C     | 8 dicembre 1989  | Belgio               |
| 13 | Benjamin Patch    | O     | 21 giugno 1994   | Stati Uniti          |
| 17 | Sérgio Júnior     | S     | 31 gennaio 1990  | Brasile              |
| 18 | Luca Presta       | C     | 6 dicembre 1995  | Italia               |

## Mercato
| Acquisti | Acquisti        | Acquisti         | Acquisti   |
| R.       | Nome            | da               | Modalità   |
| -------- | --------------- | ---------------- | ---------- |
| S        | Oleg Antonov    | Trentino         | definitivo |
| O        | Damian Domagała | SMS Spała        | definitivo |
| S        | Sérgio Júnior   | Omonia           | definitivo |
| S        | François Lecat  | BluVolley Verona | definitivo |
| S        | Jacopo Massari  | Modena           | definitivo |
| O        | Benjamin Patch  | Brigham Young    | definitivo |
| C        | Luca Presta     | New Mater        | definitivo |
| C        | Pieter Verhees  | Milano           | definitivo |

| Cessioni | Cessioni           | Cessioni          | Cessioni    |
| R.       | Nome               | a                 | Modalità    |
| -------- | ------------------ | ----------------- | ----------- |
| S        | Thiago Alves       | VBCE              | definitivo  |
| S        | Oleg Antonov       | Ziraat Bankası    | definitivo  |
| C        | Rocco Barone       | Milano            | definitivo  |
| S        | Carlos Barreto     | -                 | rescissione |
| C        | Enrico Diamantini  | Porto Robur Costa | definitivo  |
| S        | Baptiste Geiler    | Stade Poitevin    | definitivo  |
| C        | Graziano Maccarone | Potentino         | definitivo  |
| O        | Peter Michalovič   | Jaroslavič        | definitivo  |
| O        | Filip Rejlek       | Karlovarsko       | definitivo  |

## Risultati

### Superlega

#### Girone di andata
| 1ª giornata - 15 ottobre 2017 PalaValentia, Vibo Valentia    | Callipo            | 1 - 3 | Lube               | 23-25, 22-25, 25-22, 23-25        |
| 2ª giornata - 22 ottobre 2017 PalaBanca, Piacenza            | Piacenza           | 3 - 2 | Callipo            | 23-25, 25-20, 25-23, 24-26, 15-10 |
| 3ª giornata - 25 ottobre 2017 PalaValentia, Vibo Valentia    | Callipo            | 0 - 3 | Padova             | 23-25, 13-25, 20-25               |
| 4ª giornata - 29 ottobre 2017 Palazzetto dello Sport, Monza  | Milano             | 1 - 3 | Callipo            | 25-22, 23-25, 23-25, 21-25        |
| 5ª giornata - 1º novembre 2017 PalaFlorio, Bari              | New Mater          | 2 - 3 | Callipo            | 27-25, 25-20, 24-26, 21-25, 14-16 |
| 6ª giornata - 5 novembre 2017 PalaValentia, Vibo Valentia    | Callipo            | 3 - 2 | Top Volley Latina  | 25-17, 19-25, 23-25, 25-22, 15-13 |
| 7ª giornata - 10 novembre 2017 PalaPiantanida, Busto Arsizio | Powervolley Milano | 3 - 1 | Callipo            | 23-25, 25-22, 25-22, 25-22        |
| 8ª giornata - 19 novembre 2017 PalaValentia, Vibo Valentia   | Callipo            | 0 - 3 | Sir Safety Perugia | 13-25, 23-25, 23-25               |
| 9ª giornata - 24 novembre 2017 PalaValentia, Vibo Valentia   | Callipo            | 0 - 3 | Modena             | 21-25, 23-25, 22-25               |
| 10ª giornata - 2 dicembre 2017 PalaDeAndré, Ravenna          | Porto Robur Costa  | 3 - 1 | Callipo            | 23-25, 25-23, 25-20, 25-13        |
| 11ª giornata - 10 dicembre 2017 PalaValentia, Vibo Valentia  | Callipo            | 2 - 3 | Trentino           | 20-25, 25-22, 25-27, 27-25, 12-15 |
| 12ª giornata - 16 dicembre 2017 PalaOlimpia, Verona          | BluVolley Verona   | 3 - 0 | Callipo            | 25-19, 25-21, 25-22               |
| 13ª giornata - 26 dicembre 2017 PalaValentia, Vibo Valentia  | Callipo            | 0 - 3 | Argos              | 21-25, 19-25, 20-25               |

#### Girone di ritorno
| 1ª giornata - 30 dicembre 2017 PalaCivitanova, Civitanova Marche | Lube               | 3 - 1 | Callipo            | 25-18, 20-25, 25-10, 25-12        |
| 2ª giornata - 4 gennaio 2018 PalaValentia, Vibo Valentia         | Callipo            | 1 - 3 | Piacenza           | 23-25, 25-23, 18-25, 19-25        |
| 3ª giornata - 7 gennaio 2018 PalaSanLazzaro, Padova              | Padova             | 3 - 1 | Callipo            | 25-18, 23-25, 25-21, 25-16        |
| 4ª giornata - 10 gennaio 2018 PalaValentia, Vibo Valentia        | Callipo            | 2 - 3 | Milano             | 23-25, 17-25, 25-17, 25-23, 14-16 |
| 5ª giornata - 14 gennaio 2018 PalaValentia, Vibo Valentia        | Callipo            | 3 - 2 | New Mater          | 23-25, 23-25, 25-22, 25-21, 15-9  |
| 6ª giornata - 19 gennaio 2018 PalaBianchini, Latina              | Top Volley Latina  | 3 - 0 | Callipo            | 25-23, 25-17, 25-20               |
| 7ª giornata - 2 febbraio 2018 PalaValentia, Vibo Valentia        | Callipo            | 0 - 3 | Powervolley Milano | 17-25, 24-26, 23-25               |
| 8ª giornata - 7 febbraio 2018 PalaEvangelisti, Perugia           | Sir Safety Perugia | 3 - 0 | Callipo            | 25-20, 25-18, 25-21               |
| 9ª giornata - 11 febbraio 2018 PalaPanini, Modena                | Modena             | 3 - 2 | Callipo            | 29-31, 20-25, 25-14, 25-21, 17-15 |
| 10ª giornata - 18 febbraio 2018 PalaValentia, Vibo Valentia      | Callipo            | 0 - 3 | Porto Robur Costa  | 12-25, 22-25, 12-25               |
| 11ª giornata - 21 febbraio 2018 PalaTrento, Trento               | Trentino           | 3 - 0 | Callipo            | 25-16, 25-19, 25-21               |
| 12ª giornata - 24 febbraio 2018 PalaValentia, Vibo Valentia      | Callipo            | 1 - 3 | BluVolley Verona   | 15-25, 25-22, 21-25, 19-25        |
| 13ª giornata - 4 marzo 2018 PalaPolsinelli, Sora                 | Argos              | 3 - 1 | Callipo            | 25-19, 25-21, 22-25, 26-24        |

#### Play-off 5º posto
| Ottavi di finale (gara 1) - 11 marzo 2018 PalaValentia, Vibo Valentia | Callipo          | 3 - 1 | Argos            | 25-23, 12-25, 25-18, 25-20        |
| Ottavi di finale (gara 2) - 18 marzo 2018 PalaPolsinelli, Sora        | Argos            | 3 - 1 | Callipo          | 25-14, 8-25, 25-23, 25-20         |
| Ottavi di finale (gara 3) - 25 marzo 2018 PalaValentia, Vibo Valentia | Callipo          | 3 - 2 | Argos            | 15-25, 20-25, 25-18, 25-16, 15-12 |
| Quarti di finale (andata) - 31 marzo 2018 PalaValentia, Vibo Valentia | Callipo          | 1 - 3 | BluVolley Verona | 25-23, 18-25, 18-25, 19-25        |
| Quarti di finale (ritorno) - 7 aprile 2018 PalaOlimpia, Verona        | BluVolley Verona | 3 - 1 | Callipo          | 26-28, 25-22, 25-18, 25-18        |

### Coppa Italia
| Ottavi di finale - 11 ottobre 2017 PalaValentia, Vibo Valentia | Callipo | 1 - 3 | Porto Robur Costa | 21-25, 25-22, 9-25, 17-25 |

## Statistiche

### Statistiche di squadra
| Competizione | Punti | In casa | In casa | In casa | In trasferta | In trasferta | In trasferta | Totale | Totale | Totale |
| Competizione | Punti | G       | V       | P       | G            | V            | P            | G      | V      | P      |
| ------------ | ----- | ------- | ------- | ------- | ------------ | ------------ | ------------ | ------ | ------ | ------ |
| Superlega    | 13    | 16      | 4       | 12      | 15           | 2            | 13           | 31     | 6      | 25     |
| Coppa Italia | -     | 1       | 0       | 1       | 0            | 0            | 0            | 1      | 0      | 1      |
| Totale       | -     | 17      | 4       | 13      | 15           | 2            | 13           | 32     | 6      | 26     |

G = partite giocate; V = partite vinte; P = partite perse

### Statistiche dei giocatori
| Giocatore   | Superlega | Superlega | Superlega | Superlega | Superlega | Coppa Italia | Coppa Italia | Coppa Italia | Coppa Italia | Coppa Italia | Totale | Totale | Totale | Totale | Totale |
| Giocatore   | P         | PT        | AV        | MV        | BV        | P            | PT           | AV           | MV           | BV           | P      | PT     | AV     | MV     | BV     |
| ----------- | --------- | --------- | --------- | --------- | --------- | ------------ | ------------ | ------------ | ------------ | ------------ | ------ | ------ | ------ | ------ | ------ |
| O. Antonov  | 18        | 232       | 192       | 18        | 22        | 1            | 10           | 9            | 1            | 0            | 19     | 242    | 201    | 19     | 22     |
| F. Corrado  | 8         | 8         | 6         | 0         | 2         | 0            | 0            | 0            | 0            | 0            | 8      | 8      | 6      | 0      | 2      |
| M. Coscione | 30        | 65        | 18        | 26        | 21        | 1            | 0            | 0            | 0            | 0            | 31     | 65     | 18     | 26     | 21     |
| D. Costa    | 31        | 212       | 154       | 42        | 16        | 1            | 5            | 3            | 2            | 0            | 32     | 217    | 157    | 44     | 16     |
| D. Domagała | 28        | 113       | 98        | 8         | 7         | 1            | 2            | 2            | 0            | 0            | 29     | 115    | 100    | 8      | 7      |
| M. Izzo     | 31        | 9         | 3         | 5         | 1         | 1            | 0            | 0            | 0            | 0            | 32     | 9      | 3      | 5      | 1      |
| S. Júnior   | 10        | 31        | 25        | 1         | 5         | -            | -            | -            | -            | -            | 10     | 31     | 25     | 1      | 5      |
| F. Lecat    | 31        | 254       | 204       | 27        | 23        | 1            | 6            | 6            | 0            | 0            | 32     | 260    | 210    | 27     | 23     |
| D. Marra    | 31        | 0         | 0         | 0         | 0         | 1            | 0            | 0            | 0            | 0            | 32     | 0      | 0      | 0      | 0      |
| J. Massari  | 31        | 205       | 175       | 18        | 12        | 1            | 0            | 0            | 0            | 0            | 32     | 205    | 175    | 18     | 12     |
| B. Patch    | 31        | 361       | 311       | 34        | 16        | 1            | 11           | 8            | 2            | 1            | 32     | 372    | 319    | 36     | 17     |
| L. Presta   | 29        | 54        | 39        | 10        | 5         | 1            | 1            | 1            | 0            | 0            | 30     | 55     | 40     | 10     | 5      |
| E. Torchia  | 7         | 0         | 0         | 0         | 0         | 1            | 0            | 0            | 0            | 0            | 8      | 0      | 0      | 0      | 0      |
| P. Verhees  | 31        | 240       | 166       | 57        | 17        | 1            | 8            | 8            | 0            | 0            | 32     | 248    | 174    | 57     | 17     |

P = presenze; PT = punti totali; AV = attacchi vincenti; MV = muri vincenti; BV = battute vincenti